# Rad- und Reitstadion Forst

Gesamtansicht der Radrennbahn Forst

Die Rad- und Reitstadion Forst ist ein Sportstadion in Forst (Lausitz). Es verfügt über eine offene Radrennbahn aus Beton über 400 Meter Länge. Sie existiert seit 1906.
Ursprüngliche eine reine Radrennbahn, wird die Einrichtung seit Beginn der 2000er Jahre multifunktional genutzt; der Innenraum dient seit 2006 auch als Reitstadion. 2008 wurde die Radrennbahn Forst in Rad- und Reitstadion Forst umbenannt. Die Bahn gehört der Stadt Forst und ist an den Polizeisportverein 1893 Forst verpachtet, der dort auch seinen Sitz hat.

## Geschichte
Die Forster Radrennbahn wurde am 17. Juni 1906 mit einem Steherrennen über 30 Kilometer vor rund 10 000 Zuschauern eröffnet. Erster Sieger war Richard Heidenreich aus Breslau vor Eugen Stabe. Stabe war anschließend jahrelang der Publikumsliebling des Forster Besucher. Er war auch der erste Sieger im Großen Fliegerpreis von Forst.
Erbauer der Bahn war der Forster Bauunternehmer Adolf Dernack. Sie erwies sich in den folgenden Jahren als besonders geeignet für Steherrennen; die prominentesten Fahrer starteten in Forst: Thaddäus Robl, Arthur und Léon Vanderstuyft (Belgien), Walter Sawall, Piet Dickentman (Niederlande), Walter Lohmann, Erich Metze und viele andere.
Im Jahr 1932 wurde auf der Bahn der Film Strich durch die Rechnung mit Heinz Rühmann gedreht.
Im Zweiten Weltkrieg wurde die Bahn als Drillplatz genutzt und stark beschädigt. Im August 1951 wurde sie wieder zum Training freigegeben; am 20. Mai 1952 wurde die renovierte Bahn öffentlich eingeweiht. Zum ersten Steherrennen am 29. Juni 1952 kamen 14.000 Zuschauer; Sieger wurde Gerhard Huschke. In den folgenden Jahren fanden mehrere DDR-Meisterschaften auf der Bahn in Forst statt. 1964 musste die Bahn allerdings wegen ihres schlechten Zustands – wie mehrfach in den folgenden Jahren – stillgelegt werden. Zur 700-Jahr-Feier der Stadt Forst ein Jahr später konnte die Radrennbahn mit neuem Betonbelag wieder in Betrieb genommen werden. In den 1980er Jahren musste sie jedoch erneut geschlossen werden. Im Mai 1986 wurde die Radrennbahn nach einer Sanierung wiedereröffnet.
Letztmals wurde die Bahn von 1992 bis 1994 für 1,4 Millionen Mark saniert. In den Jahren 1996, 1998, 2006, 2009 und 2014 fanden Europameisterschaften der Steher in Forst statt. Außerdem war die Forster Radrennbahn in den folgenden Jahren mehrmals Austragungsort für deutsche Meisterschaften der Steher. Zu diesem Zweck schaffte die Radrennbahn acht zu Schrittmachermaschinen umgebaute Motorräder der Marke MZ an, in verschiedenen Farben mit farblich passenden Anzügen für die Schrittmacher. Im Jahr 1995 wurde auf der Radrennbahn in Forst die Deutsche Derny-Meisterschaft ausgerichtet.
Jährlich im September findet im Stadion das Sattelfest, ein Reit- und Springturnier, statt (2018 zum elften Mal). 2019 wurde das Fest wegen der räumlichen und zeitlichen Nähe der Weltmeisterschaft der Zweispänner in Drebkau ausgesetzt.
2019 erhielt die Stadt für eine neuerliche Sanierung des Stadions 2,6 Millionen Euro aus dem Bundesprogramm „Sanierung kommunaler Einrichtungen in den Bereichen Sport, Jugend und Kultur“.

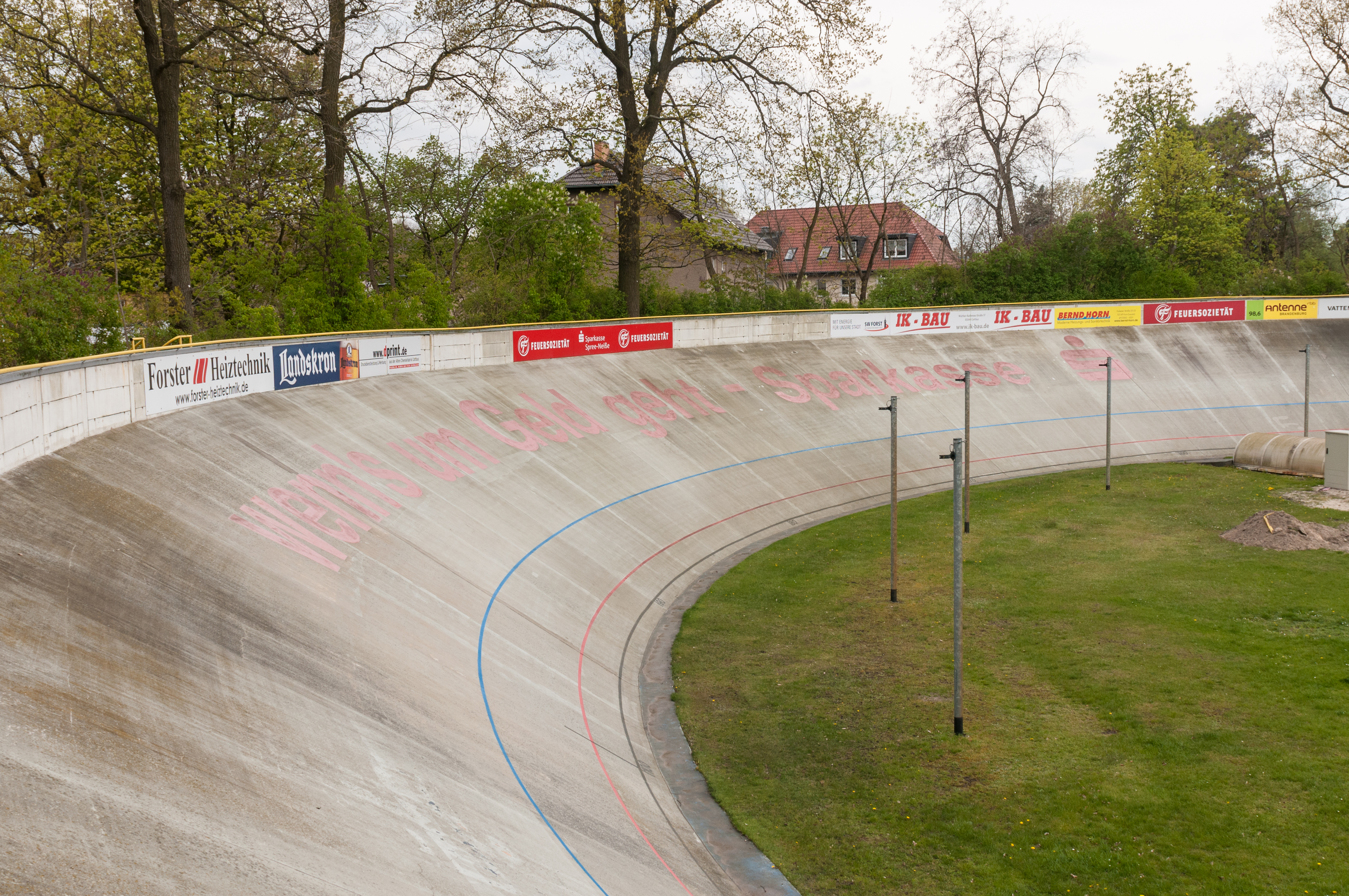
Südkurve
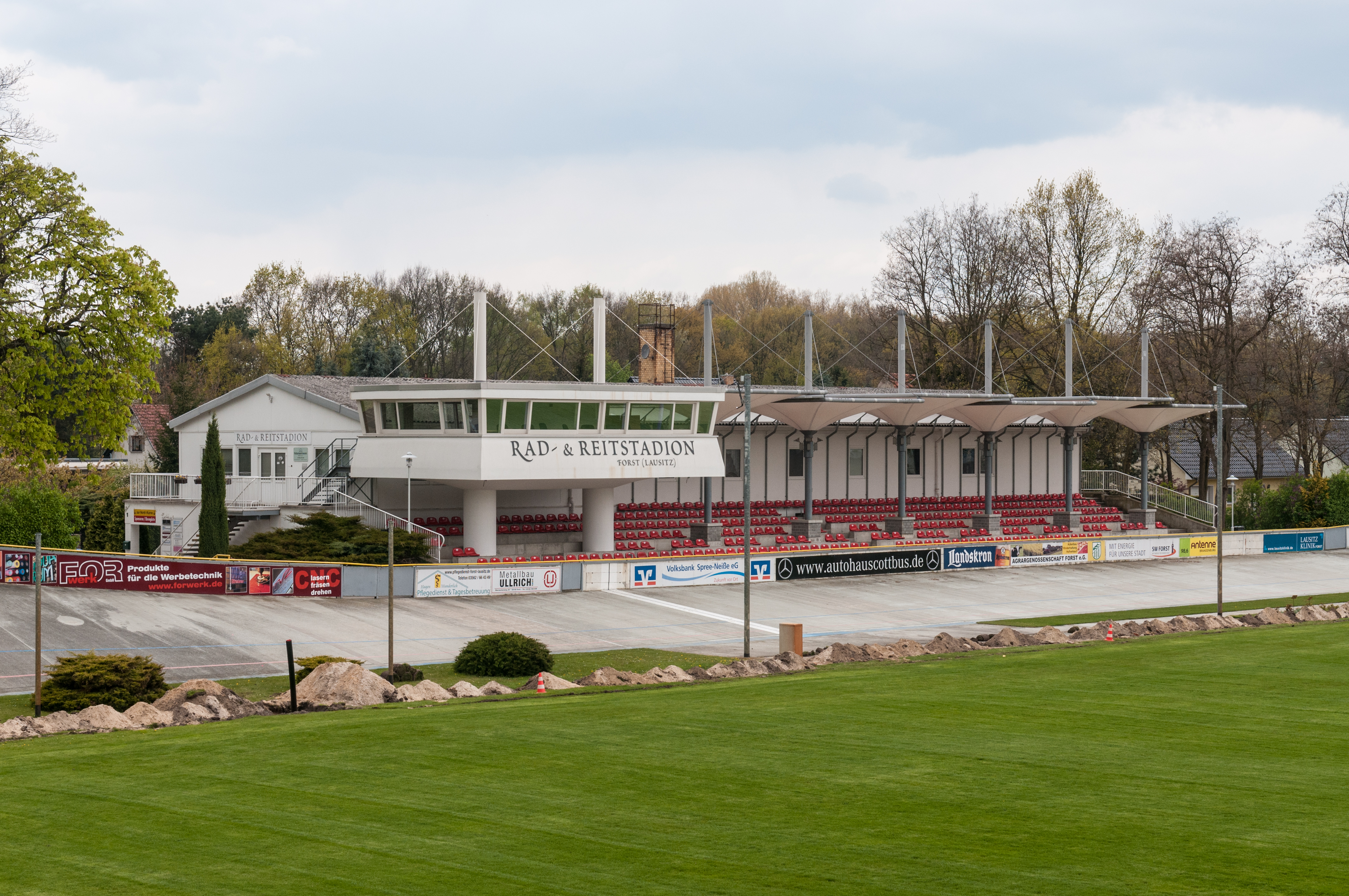
Haupttribüne
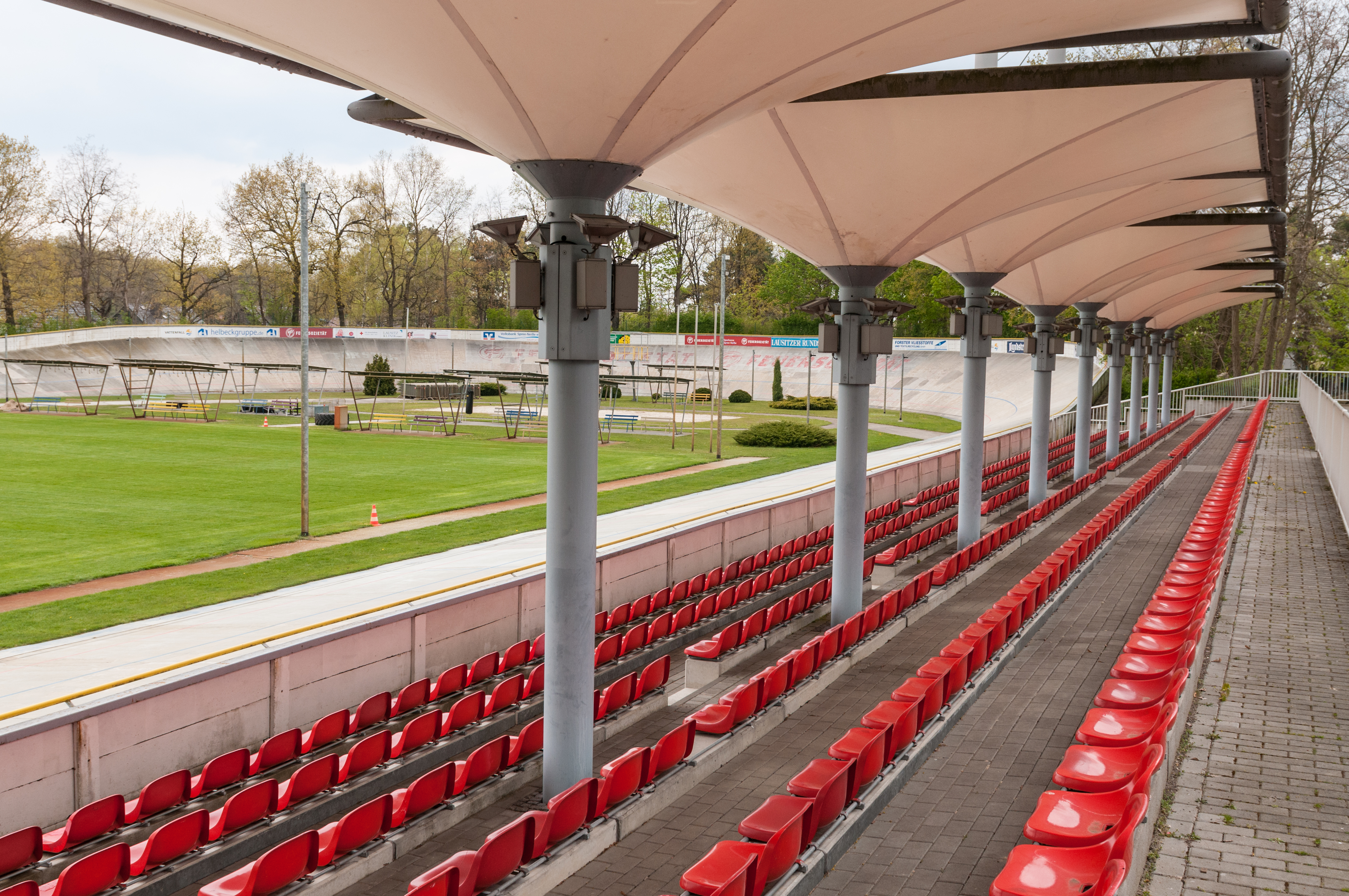
Östliche Gegentribüne
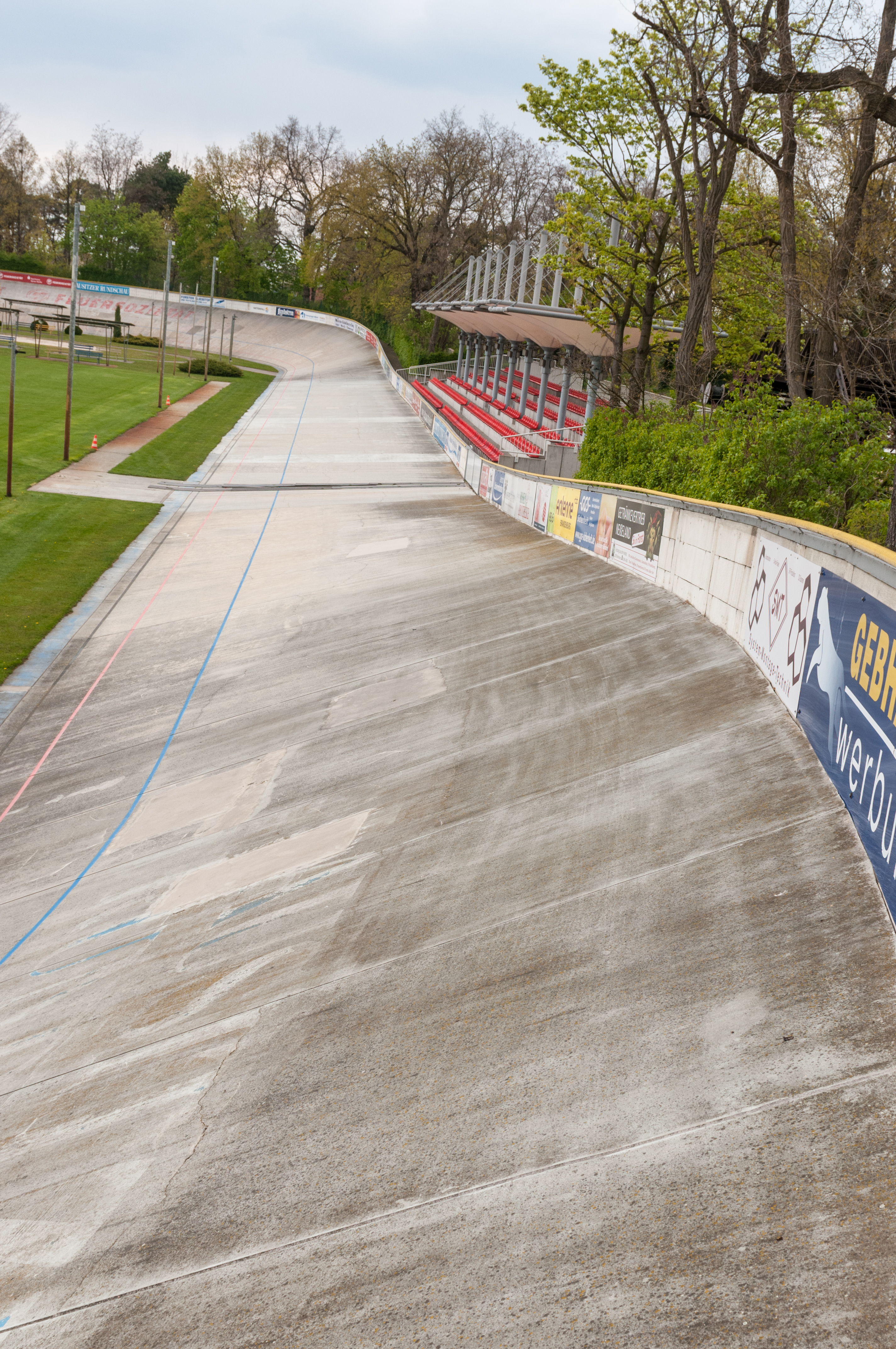
Einfahrt und Gegengerade